# Aretha Now
Aretha Now, ett musikalbum av Aretha Franklin släppt 1968 på Atlantic Records. Albumet nådde plats #3 på billboards popalbumlista. Inleder albumet gör hiten "Think", och efter den kommer hennes enda hit i Sverige, "I Say a Little Prayer". I övrigt dammar hon av en del gamla R&B-hits. 

## Låtar på albumet
1. "Think"  (Franklin/White) - 2:19
2. "I Say a Little Prayer"  (Bacharach/David) - 3:36
3. "See Saw"  (Covay/Cropper) - 2:46
4. "The Night Time Is the Right Time"  (Herman) - 4:50
5. "You Send Me"  (Cooke) - 2:29
6. "You're a Sweet Sweet Man"  (Shannon) - 2:19
7. "I Take What I Want"  (Hayes/Hodges/Porter) - 2:33
8. "Hello Sunshine"  (King Curtis/Miller) - 3:03
9. "A Change"  (Burton/Otis) - 2:27
10. "I Can't See Myself Leaving You"  (Shannon) - 3:01